# 张金凤
张金凤（1952年8月—），女，上海人，中华人民共和国外交官，曾任中华人民共和国驻柬埔寨王国特命全权大使。

## 生平
1975年，进入中华人民共和国外交部工作，先后在外交部亚洲司、驻泰国大使馆任职。1998年，任驻柬埔寨大使馆参赞。2002年，赴新加坡区域语言培训中心进修一年。2003年，任外交部亚洲司参赞。2006年1月，出任中华人民共和国驻柬埔寨大使。2010年，任驻文莱大使馆参赞。2011年，担任外交部驻澳门特派员公署副特派员。2013年，离任副特派员。

## 家庭
已婚，丈夫闵永年，亦是资深外交官，两人育有一女。